# Грауман, Иоганн-Филипп
Грауман, Иоганн-Филипп (нем. Graumann, Johann Philipp) (1690 или 1706 — 22.4.1762) — немецкий купец, экономист и генеральный директор монетных дворов Пруссии.

## Биография
Иоганн-Филипп Грауман вначале своей карьеры был купцом. Его непосредственной деятельностью являлась торговля благородными металлами. Длительное время жил и работал в Гамбурге, а также в Голландии.
В 1741 году он становится комиссаром торговли и монетного дела в герцогстве Брауншвейг. Его задачей было увеличить доходы казны и объём торговли. На этой должности его оклад составлял 1000 рейхсталеров в год. На новой должности он перестроил денежную систему государства, отказавшись от принятой ранее лейпцигской монетной стопы, согласно которой основной денежной единицей являлся талер, чеканившийся из 1/12 кёльнской марки (233,588 г) чистого серебра. При нём были перестроены монетные дворы на которых стали чеканить золотые монеты стоимостью в 5 талеров, т. н. карлдоры (нем. Karl d´or). Своё название новая денежная единица получила в честь герцога Карла I Брауншвейг-Вольфенбюттельского.
Как реформатор монетного дела в Брауншвейге, а также автор ряда трудов по теории денежного обращения Грауман обратил на себя внимание прусского короля Фридриха II. 23 января 1750 года он назначил Граумана тайным советником по финансам, военному делу и королевским владениям, а также генеральным директором всех монетных дворов.
С его именем связана реформа денежной системы Пруссии и принятая в том же году монетная стопа, получившая название грауманской, которая установила новые стандарты денежного обращения в немецких государствах. В соответствии с новой монетной стопой из одной кёльнской марки (233,855 г) чистого серебра чеканили 14 талеров или 21 гульден. Соответственно каждый талер содержал 16,704 г серебра. Так как монеты выпускали из серебра 750 пробы, то их суммарный вес составлял 22,27 г. Гульден приравнивался к 2/3 талера. Золотые фридрихсдоры соответствовали 5 талерам.
Результаты реформы не удовлетворили Фридриха и в 1754 году Грауман был уволен.